# Alchemilla kerneri
Alchemilla kerneri är en rosväxtart som beskrevs av Werner Hugo Paul Rothmaler. Alchemilla kerneri ingår i släktet daggkåpor, och familjen rosväxter. Inga underarter finns listade i Catalogue of Life.